# Кара Зор-Эл (Вселенная DC)
1. перенаправление Супергёрл#Вселенная DC